# Stormyrtjärnen (Kalls socken, Jämtland)
Stormyrtjärnen är en sjö i Åre kommun i Jämtland och ingår i Indalsälvens huvudavrinningsområde. Stormyrtjärnen ligger i Svenskådalen Natura 2000-område.